# Leungo Scotch
Leungo Scotch (Maun, 28 de febrero de 1996) es un deportista botsuano que compite en atletismo, especialista en las carreras de velocidad. Ganó dos medallas en los Relevos Mundiales, en los años 2024 y 2025, en la prueba de 4 × 400 m.

## Palmarés internacional
| Relevos Mundiales | Relevos Mundiales | Relevos Mundiales | Relevos Mundiales |
| Año               | Lugar             | Medalla           | Prueba            |
| ----------------- | ----------------- | ----------------- | ----------------- |
| 2024              | Nasáu (Bahamas)   | Medalla de oro    | 4 × 400 m         |
| 2025              | Cantón (China)    | Medalla de bronce | 4 × 400 m         |